# Zapasy na Letnich Igrzyskach Olimpijskich 1924 – waga kogucia mężczyzn w stylu klasycznym
Turniej mężczyzn w wadze koguciej w stylu klasycznym był jedną z konkurencji zapaśniczych na Letnich Igrzyskach Olimpijskich 1924. Zawody odbyły się w dniach 6-10 lipca. W zawodach uczestniczyło 25 zawodników 15 państw.

## Wyniki
W turnieju rozegranych zostało sześć rund. Każdy zawodnik, który przegrał dwie walki został wyeliminowany.

### Runda 1
| Przegrane | Zwycięzca           | Przegrany         | Przegrane |
| --------- | ------------------- | ----------------- | --------- |
| 0         | Armand Magyar       | Arvid Östman      | 1         |
| 0         | Johannes van Maaren | Alberts Krievs    | 1         |
| 0         | Sven Martinsen      | Georgios Zervinis | 1         |
| 0         | Henri Dierickx      | Herman Andersen   | 1         |
| 0         | Adolf Herschmann    | Mazhar Çakin      | 1         |
| 0         | Georg Gundersen     | Jan Bozděch       | 1         |
| 0         | Ragnvald Olsen      | Carlo Ponte       | 1         |
| 0         | Théo Kueny          | Antonín Skopový   | 1         |
| 0         | Eduard Pütsep       | Pol Slock         | 1         |
| 0         | Väinö Ikonen        | Giovanni Gozzi    | 1         |
| 0         | Anton Koolmann      | Gérardo Apruzzese | 1         |
| 0         | Anselm Ahlfors      | Sigfrid Hansson   | 1         |
| 0         | József Tasnádi      | wolny los         | –         |

### Runda 2
Do rundy tej przystąpiło trzynastu zawodników bez przegranej i dwunastu z jedną przegraną.
| Przegrane | Zwycięzca           | Przegrany         | Przegrane |
| --------- | ------------------- | ----------------- | --------- |
| 0         | József Tasnádi      | Arvid Östman      | 2         |
| 0         | Armand Magyar       | Alberts Krievs    | 2         |
| 0         | Johannes van Maaren | Georgios Zervinis | 2         |
| 0         | Sven Martinsen      | Herman Andersen   | 2         |
| 0         | Henri Dierickx      | Mazhar Çakin      | 2         |
| 0         | Adolf Herschmann    | Georg Gundersen   | 1         |
| 1         | Jan Bozděch         | Carlo Ponte       | 2         |
| 1         | Antonín Skopový     | Ragnvald Olsen    | 1         |
| 0         | Théo Kueny          | Pol Slock         | 2         |
| 0         | Eduard Pütsep       | Väinö Ikonen      | 1         |
| 1         | Giovanni Gozzi      | Anton Koolmann    | 1         |
| 0         | Anselm Ahlfors      | Gérardo Apruzzese | 2         |
| 1         | Sigfrid Hansson     | wolny los         | –         |

### Runda 3
Do rundy tej przystąpiło dziewięciu zawodników bez przegranej i ośmiu z jedną przegraną.
| Przegrane | Zwycięzca        | Przegrany           | Przegrane |
| --------- | ---------------- | ------------------- | --------- |
| 1         | Sigfrid Hansson  | Armand Magyar       | 1         |
| 0         | József Tasnádi   | Johannes van Maaren | 1         |
| 0         | Henri Dierickx   | Sven Martinsen      | 1         |
| 0         | Adolf Herschmann | Jan Bozděch         | 2         |
| 1         | Ragnvald Olsen   | Théo Kueny          | 1         |
| 0         | Eduard Pütsep    | Antonín Skopový     | 2         |
| 1         | Väinö Ikonen     | Anton Koolmann      | 2         |
| 0         | Anselm Ahlfors   | Giovanni Gozzi      | 2         |
| –         | –                | Georg Gundersen     | –         |

### Runda 4
Do rundy tej przystąpiło pięciu zawodników bez przegranej i siedmiu z jedną przegraną.
| Przegrane | Zwycięzca        | Przegrany           | Przegrane |
| --------- | ---------------- | ------------------- | --------- |
| 1         | Sigfrid Hansson  | József Tasnádi      | 1         |
| 1         | Armand Magyar    | Johannes van Maaren | 2         |
| 1         | Ragnvald Olsen   | Henri Dierickx      | 1         |
| 0         | Adolf Herschmann | Théo Kueny          | 2         |
| 1         | Väinö Ikonen     | Sven Martinsen      | 2         |
| 0         | Eduard Pütsep    | Anselm Ahlfors      | 1         |

### Runda 5
Do rundy tej przystąpiło dwóch zawodników bez przegranej i siedmiu z jedną przegraną.
| Przegrane | Zwycięzca       | Przegrany        | Przegrane |
| --------- | --------------- | ---------------- | --------- |
| 1         | Sigfrid Hansson | Adolf Herschmann | 1         |
| 1         | Anselm Ahlfors  | József Tasnádi   | 2         |
| 0         | Eduard Pütsep   | Armand Magyar    | 2         |
| 1         | Väinö Ikonen    | Ragnvald Olsen   | 2         |
| –         | –               | Henri Dierickx   | –         |

### Runda 6
Do rundy tej przystąpił jeden zawodnik bez przegranej i czterech z jedną przegraną.
| Przegrane | Zwycięzca      | Przegrany        | Przegrane |
| --------- | -------------- | ---------------- | --------- |
| 0         | Eduard Pütsep  | Sigfrid Hansson  | 2         |
| 1         | Anselm Ahlfors | Väinö Ikonen     | 2         |
| –         | –              | Adolf Herschmann | –         |